# Còdex Colombino-Becker
El Còdex Colombino-Becker és el nom que reben en conjunt el Còdex Colombino i el Còdex Becker I, dos manuscrits de l'era precolombina pertanyents al poble mixteca, que originàriament formaven part d'un sol document.
El Còdex Colombino-Becker s'elaborà a Tututepec, en l'actual estat mexicà d'Oaxaca, al segle xii. És un document de caràcter miticohistòric, que il·lustra parts de la vida dels governants mixteques Vuit Cérvol Urpa de Jaguar i Quatre Vent. El còdex es feu sobre una tira de pell de cérvol adobada, doblegada a manera d'acordió per formar làmines individuals. Les il·lustracions són de caràcter pictogràfic, estilitzades i fetes amb pigments vegetals.
El còdex fou dividit durant els primers anys de la conquesta espanyola. Totes dues parts van romandre a l'àrea de l'Oaxaca mixteca fins al segle xix, en part per la seua estreta relació amb la família Villagómez, un llinatge de cacis indígenes d'aquesta zona. El Còdex Becker I isqué de Mèxic en mans del col·leccionista alemany Philipp Becker, i després de la seua mort fou donat al Museu d'Etnologia de Viena, Àustria. El Còdex Colombino roman a Mèxic a la Biblioteca Nacional d'Antropologia i Història de Mèxic, i és l'únic còdex precolombí que resta en aquest país.

## Nom
El Còdex Colombino-Becker prové de la regió costera mixteca, però el seu nom en mixteca és desconegut. Els noms actuals dels dos fragments que componen el còdex fan referència a la persones o institucions que en algun moment els retingueren. El Còdex Colombino rep el nom de la Junta Colombina, que l'adquirí el 1891. El Còdex Becker I es refereix al col·leccionista alemany Philipp Joseph Becker, que el comprà a mitjan s. XIX. Becker també obtingué un altre curt manuscrit precolombí, conegut ara com a Còdex Becker II.
L'arqueòleg i indigenista Alfonso Caso va demostrar que el Còdex Colombino i el Còdex Becker I eren fragments d'un mateix document. L'aplec fet per Caso el publicà Miguel León Portilla al 1996: en aquesta publicació tots dos fragments s'anomenaren Còdex Alfonso Caso. El nom Colombino-Becker, actualment el més usat, deriva dels noms dels fragments que el componen. Altres noms usats per a referir-se als còdexs Colombino i Becker I en conjunt són Còdex de Tututepec, lloc on s'elaborà, i Còdex Iya Nacuaa, part d'Iya Nacuaa Teyusi Ñaña, nom mixteca del governant Vuit Cérvol Urpa de Jaguar, la vida del qual narra el manuscrit.

## Característiques
El Còdex Colombino-Becker s'ha elaborat sobre una tira de pell adobada de cérvol de Virgínia, doblegat com un paravent. Té 40 làmines: 24 seccions del Còdex Colombino i 16 del Becker I, tot i que en manquen algunes del principi i del final del còdex, i algunes intermèdies. Cada una de les seccions té una mida aproximada de 19,5 cm d'alt per 25,5 cm de llarg, amb una extensió total de 605,5 cm en el Còdex Colombino i de prop de 408 cm en el Becker I. La superfície de la pell del còdex és coberta d'una prima capa d'estuc, que s'hi aplicà per crear una capa blanca i suau sobre la qual plasmar les il·lustracions. La pictografia del còdex mostra una deterioració notable a causa del temps i a la temptativa deliberada d'esborrar certes imatges de la superfície.

### Formes i colors
El còdex forma part d'un subgrup estilístic dins del conjunt de pictografies mixteques. "S'hi feu servir una rica paleta i el colorit tendeix a la fermesa expressiva, doncs forma part del sistema gràfic escriptural. Una línia negra delimita les imatges, i proporciona una claredat fins als mínims detalls." Les il·lustracions del còdex no empren la perspectiva i segueixen l'estil i simbologia característics de l'escriptura mixteca. La lectura és amb bustrofedon, començant per la part inferior esquerra i ascendint en ziga-zaga fins a la secció següent, en què s'inicia el descens amb el mateix moviment, i acaba en general a la part inferior dreta.

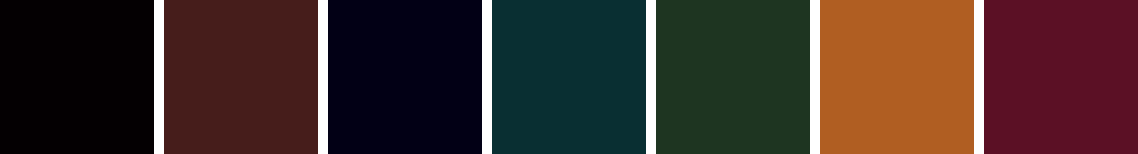
Aproximació de la gamma de colors emprada en el Còdex Colombino-Becker

Les pictografies del còdex es plasmaren amb una pintura a base d'un aglutinant aquós, probablement d'origen vegetal. El color negre dels contorns de les figures és un pigment de carbó. El color groc sembla haver estat elaborat amb un colorant vegetal. El blau s'identificà com a blau maia, un pigment a partir d'un colorant vegetal, l'indi, barrejat amb una argila. Els verds són una barreja del blau maia amb el mateix colorant vegetal groc. Hi ha també colors rogencs d'origen desconegut.

## Història

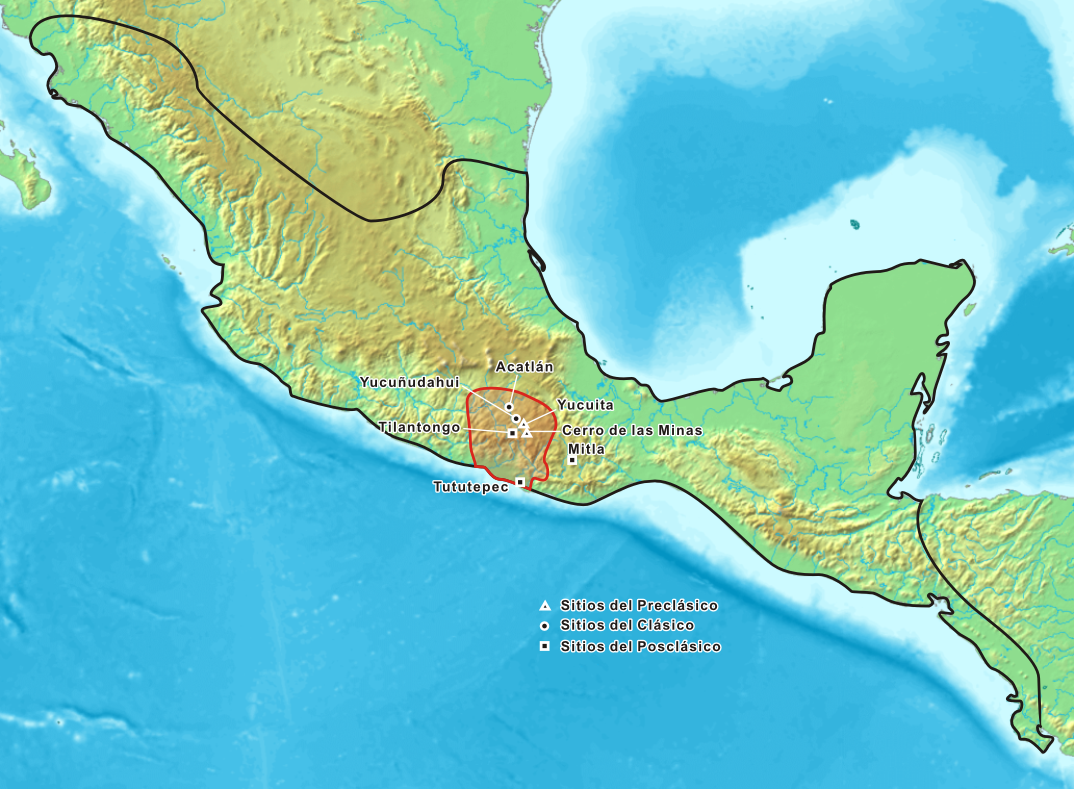
El còdex s'elaborà al regne major de Tututepec, a la Mixteca Costera

El Còdex Colombino-Becker s'elaborà al segle xii a Tututepec, a la mixteca Yucu Dzaa ('lloc del turó de l'au'), a la costa mixteca d'Oaxaca. Fins a la primeria del segle xiii va romandre en mans dels governants de Tututepec. Les anotacions que ara es troben a la superfície de diverses làmines es podien haver afegit al 1541, per fer-ne un document cadastral. Al voltant d'aquesta data el manuscrit fou dividit en les dues parts ara conegudes com a còdexs Colombino i Becker I.

### Còdex Colombino
El Còdex Colombino romangué a la regió de Mixteca després de ser dividit. S'utilitzà en un plet de terres al districte de San Miguel Sola, Oaxaca, al 1717. El 1863 el manuscrit es trobava en possessió de Manuel Cardoso, i després pertangué a Alfredo Chavero, que el vengué a Joseph Dorenberg, un comerciant alemany que vivia a Puebla de Zaragoza. El 1891 passa a la Junta Colombina (d'on li ve el nom), creada pel president Porfírio Díaz. El manuscrit va a parar després a l'Institut Nacional d'Antropologia i Història, que al seu torn el diposita a la Biblioteca Nacional d'Antropologia i Història de ciutat de Mèxic, amb el núm. 35-30. El 2009 l'INAH va permetre digitalitzar cinc còdexs de la seua col·lecció, entre aquests el Colombino, que ara pot ser consultat en la Biblioteca Digital Mundial.

### Còdex Becker I
El Còdex Becker I té menor extensió que el Colombino. Durant el segle XIX va pertànyer a la família Axa Villagómez de la Mixteca. Durant aquest temps va ser fet servir diverses vegades com a document cadastral. D'acord amb l'entomòleg Henri de Saussur, el 1852 el Còdex Colombino fou presentat per un cacic que pretenia reclamar els seus drets hereditaris en la comunitat de Tindu. L'advocat del cacic, Pascual Amazón, el convencé per quedar-se amb el còdex. Amazón va vendre el manuscrit a l'empresari alemany Philipp Joseph Becker, que residia a Puebla. Becker s'endugué el còdex a Alemanya, amb la resta de la seua col·lecció, que va exhibir en sa casa de Darmstadt, fins a la seua mort el 1895. George Haas n'adquirí la col·lecció dos anys després, i la donà al Museu d'Etnologia de Viena, on es troba ara. En maig de 2010 l'Institut Nacional d'Antropologia i Història va tractar la digitalització dels còdexs mesoamericans que es troben en institucions estrangeres, per incorporar-los a la Biblioteca Digital Mundial i a la futura Biblioteca Digital Mexicana.

## Estudis
Es donà a conéixer per primera vegada, en litografies de color, sense les glosses, en l'“Atles” de l'obra Antiguitats mexicanes (1892), de la Junta Colombina de Mèxic. Va ser usat per alguns autors nacionals i estrangers, entre ells James Cooper Clark, el 1912, per a reconstruir la biografia del cacic Vuit Cérvol. El 1966 Alfonso Caso i Mary Elizabeth Smith van publicar-ne un facsímil acompanyat del primer estudi complet, sota la Societat Mexicana d'Antropologia. Maarten Jansen i Manuel A. Hermann Lejarazu van publicar més tard treballs amb noves informacions i interpretacions sobre l'origen i contingut de la pictografia.